# Dorfinstitute
Die Dorfinstitute (türkisch Köy Enstitüleri) waren zwischen 1940 und 1948 gegründete Ausbildungsstätten für Lehrer in der Türkei. Als wesentlicher Begründer der Dorfinstitute gilt der damalige Kultusminister der Türkei Hasan Ali Yücel.

## Ziel
Die dort Ausgebildeten sollten in die bis dahin noch kaum mit Schulen ausgestatteten ländlichen Gegenden der Türkei entsandt werden, um dort öffentliche Bildungseinrichtungen für Jungen und Mädchen zu gründen. Auf diese Weise wurde binnen kürzester Zeit eine nahezu flächendeckende Versorgung des Landes mit Schulen erreicht.

## Aufnahme und Lehrinhalte
Begabte Bauernkinder im Alter zwischen 11 und 18 Jahren, die bereits Lesen, Schreiben und Rechnen beherrschten, wurden aufgenommen und in landwirtschaftlich nützlichem Wissen, sowie Kenntnissen in Volksmusik, Gesundheitserziehung und türkischer Dichtung unterrichtet. Die Ausbildungspläne orientierten sich stets an der Praxis der zukünftig in der Landwirtschaft tätigen Schüler und Schülerinnen.

## Schließung
Unter der Präsidentschaft von Ismet Inönü wurden die „Hohen Dorfinstitute“ am 27. November 1947 und die „Ausbilderkurse“ am 28. Juni 1948 geschlossen. Der Grund der Schließung war nach dem Zweiten Weltkrieg die Annäherung der Türkei an die westlichen Allianzen. Die Sowjetunion stellte unter Stalin Gebietsansprüche gegenüber der Türkei und stellte das Meerengen-Abkommen (Dardanellen und Bosporus) infrage. Schließlich wurden unter Adnan Menderes’ Ministerpräsidentenschaft diese Institute 1954 in Lehrerschulen umgewandelt und die alten Schilder mit der Bezeichnung „Dorfinstitute“ entfernt.

## Liste der Dorfinstitute
| Ort                            | Gründungsjahr |
| ------------------------------ | ------------- |
| Akçadağ / Provinz Malatya      | 1940          |
| Akpınar-Ladik / Provinz Samsun | 1940          |
| Aksu / Provinz Antalya         | 1940          |
| Arifiye / Provinz Sakarya      | 1940          |
| Beşikdüzü / Provinz Trabzon    | 1940          |
| Cılavuz / Provinz Kars         | 1940          |
| Çifteler / Provinz Eskişehir   | 1937          |
| Dicle / Provinz Diyarbakır     | 1944          |
| Düziçi / Provinz Adana         | 1940          |
| Erciş / Provinz Van            | 1948          |
| Gölköy / Provinz Kastamonu     | 1939          |
| Gönen / Provinz Isparta        | 1940          |
| Hasanoğlan / Provinz Ankara    | 1941          |
| İvriz / Provinz Konya          | 1941          |
| Kepirtepe / Provinz Kırklareli | 1938          |
| Kızılçullu / Provinz İzmir     | 1937          |
| Ortaklar / Provinz Aydın       | 1944          |
| Pamukpınar / Provinz Sivas     | 1941          |
| Pazarören / Provinz Kayseri    | 1940          |
| Pulur / Provinz Erzurum        | 1942          |
| Savaştepe / Provinz Balıkesir  | 1940          |